# Sawadaeuops jiuzhaiensis
Sawadaeuops jiuzhaiensis is een keversoort uit de familie bladrolkevers (Attelabidae). De wetenschappelijke naam van de soort werd in 2005 gepubliceerd door Liang.